# Circonscription Ouest (métropole de Lyon)
Pour un article plus général, voir Liste des circonscriptions métropolitaines de Lyon.
Ne doit pas être confondu avec Circonscription Ouest ou Circonscription de Lyon-Ouest.
La circonscription Ouest est l'une des 14 circonscriptions métropolitaines que compte la métropole de Lyon, située en région Auvergne-Rhône-Alpes.
Elle est représentée au conseil de la métropole de Lyon par 9 conseillers métropolitains, elle a été créée en 2020 pour la tenue des premières élections métropolitaines.

## Description géographique
La circonscription ainsi que son nombre de conseillers sont définis par l'annexe tableau n°8 du code électoral. Elle comprend les communes suivantes :
- Charbonnières-les-Bains
- Craponne
- Francheville
- Marcy-l'Étoile
- Saint-Genis-les-Ollières
- Sainte-Foy-lès-Lyon
- Tassin-la-Demi-Lune

## Historique des élections

### Élection de 2020
|                                         |                          |                          |              |              |             |             |        |  |  |
| Tête de liste                           | Tête de liste            | Liste                    | Premier tour | Premier tour | Second tour | Second tour | Sièges |  |  |
| Tête de liste                           | Tête de liste            | Liste                    | Voix         | %            | Voix        | %           | Sièges |  |  |
|                                         | Pascal Charmot           | LR                       | 5 874        | 26,34        | 8 809       | 45,07       | 7      |  |  |
| Pour une Métropole juste                |                          |                          | 5 874        | 26,34        | 8 809       | 45,07       | 7      |  |  |
|                                         | Hélène Dromain           | EÉLV                     | 4 721        | 21,17        | 5 894       | 30,16       | 1      |  |  |
| Maintenant la Métropole pour nous       |                          |                          | 4 721        | 21,17        | 5 894       | 30,16       | 1      |  |  |
|                                         | Julien Ranc              | LREM - MoDem - UDI       | 4 948        | 22,19        | 4 841       | 24,77       | 1      |  |  |
| Un temps d'avance                       |                          |                          | 4 948        | 22,19        | 4 841       | 24,77       | 1      |  |  |
|                                         | Alain Galliano           | LREM diss. - PRG         | 4 062        | 18,21        | 4 841       | 24,77       | 1      |  |  |
| Ensemble avant tout                     |                          |                          | 4 062        | 18,21        | 4 841       | 24,77       | 1      |  |  |
|                                         | Alain Godard             | RN - PCD                 | 1 403        | 6,29         |             |             |        |  |  |
| La Métropole du bon sens                |                          |                          | 1 403        | 6,29         |             |             |        |  |  |
|                                         | André Valentino          | PS - PCF - G.s - ND - PP | 1 130        | 5,07         |             |             |        |  |  |
| C'est la gauche unie                    |                          |                          | 1 130        | 5,07         |             |             |        |  |  |
|                                         | Tristan Teyssier         | LO                       | 165          | 0,74         |             |             |        |  |  |
| Faire entendre le camp des travailleurs |                          |                          | 165          | 0,74         |             |             |        |  |  |
|                                         |                          |                          |              |              |             |             |        |  |  |
| Votes valides                           | Votes valides            | Votes valides            | 22 303       | 98,43        | 19 544      | 98,45       |        |  |  |
| Votes blancs                            | Votes blancs             | Votes blancs             | 149          | 0,66         | 182         | 0,92        |        |  |  |
| Votes nuls                              | Votes nuls               | Votes nuls               | 206          | 0,91         | 126         | 0,63        |        |  |  |
| Total                                   | Total                    | Total                    | 22 658       | 100          | 19 852      | 100         | 9      |  |  |
| Abstention                              | Abstention               | Abstention               | 35 124       | 60,79        | 37 986      | 65,68       |        |  |  |
| Inscrits / participation                | Inscrits / participation | Inscrits / participation | 57 782       | 39,21        | 57 838      | 34,32       |        |  |  |